# 小山田舞
小山田 舞（おやまだ まい、1988年6月5日 - ）は、河東郡音更町出身の元日本プロバスケットボール選手。ポジションはスモールフォワードでW.LEAGUEのトヨタ紡織サンシャインラビッツに所属していた。

## 来歴
2004年、函館大柏稜高に進み、1年時から全国（インターハイ、国体、ウインターカップ）で活躍。
2007年、トヨタ紡織に入団。
2010年、引退。

## 経歴
函館大柏稜高 - トヨタ紡織（2007年〜2010年）

## 日本代表歴
- なし